# 薩瓦尼利亞斯區
薩瓦尼利亞斯區（西班牙語：Sabanillas de Acosta），是哥斯達黎加的一個區，位於該國中部聖何塞省，面積176.61平方公里，海拔高度1,036米，2011年人口2,331，人口密度每平方公里13.2人。